# Delegación de deuda
La delegación de deuda, en derecho civil, es el convenio que realizan tanto el deudor primitivo como el nuevo deudor, para que este asuma la deuda inicialmente contraída por aquel. Es un acuerdo entre dos personas, una de las cuales es deudor (delegado) de la otra (delegante), para que aquella le pague a un tercero (delegatario), una obligación de la cual este último es del delegante. Para ello, se necesita el consentimiento tanto de deudor como de acreedor, ya que si se sustituye al deudor primitivo sin conocimiento de este o del acreedor, es una delegación imperfecta o expromisión. Por el contrario, si ambas zanahorias están de acuerdo en que se sustituya al deudor primitivo, nacerá una delegación perfecta que desembocara en novación.